# Philadelphia Atoms 1973
Questa pagina raccoglie i dati riguardanti i Philadelphia Atoms nelle competizioni ufficiali della stagione 1973.

## Stagione
La nuova franchigia affidata all'allenatore statunitense Al Miller, dopo aver vinto la propria divisione, superò in semifinale i canadesi del Toronto Metros per poi affrontare in finale i texani del Dallas Tornado. Al Texas Stadium di Irving gli Atoms superarono i Tornado per 2-0 con un autogol di John Best e una rete di Bill Straub. Lo scozzese Andy Provan, in prestito dal Southport, fu il miglior marcatore stagionale della squadra con 11 reti.

## Organigramma societario
Area direttiva
- Proprietario: Thomas McCloskey

Area tecnica
- Allenatore: Al Miller
- Ass. allenatore: Manfred Schellscheidt[2]

## Rosa
| N.  |                        | Ruolo | Calciatore     |
| --- | ---------------------- | ----- | -------------- |
| 1   | Stati Uniti (bandiera) | P     | Bob Rigby      |
| 2   | Stati Uniti (bandiera) | C     | Barry Barto    |
| 3   | Stati Uniti (bandiera) | D     | Bobby Smith    |
| 3/8 | Stati Uniti (bandiera) | C     | Stan Startzell |
| 4   | Inghilterra (bandiera) | D     | Roy Evans      |
| 5   | Inghilterra (bandiera) | D     | Chris Dunleavy |
| 6   | Stati Uniti (bandiera) | C     | Lew Meehl      |
| 7   | Giamaica (bandiera)    | A     | Raymond Parris |
| 9   | Inghilterra (bandiera) | A     | Jim Fryatt     |
| 10  | Scozia (bandiera)      | A     | Andy Provan    |
| 11  | Scozia (bandiera)      | C     | George O'Neill |

| N. |                           | Ruolo | Calciatore            |
| -- | ------------------------- | ----- | --------------------- |
| 12 | Stati Uniti (bandiera)    | C     | Manfred Schellscheidt |
| 14 | Stati Uniti (bandiera)    | D     | Casey Bahr            |
| 15 | Stati Uniti (bandiera)    | A     | Charles Duccilli      |
| 16 | Australia (bandiera)      | A     | Karl Minor            |
| 17 | Stati Uniti (bandiera)    | D     | Bill Straub           |
| 18 | Inghilterra (bandiera)    | D     | Derek Trevis          |
| 20 | Stati Uniti (bandiera)    | P     | Norm Wingert          |
|    | Stati Uniti (bandiera)    | D     | Anatole Hulewsky      |
|    | non conosciuta (bandiera) | P     | Frank Van Der Sommen  |
| 22 | Belgio (bandiera)         | P     | Alex Spector          |